# Melkamu Frauendorf
Melkamu Frauendorf (Kembata Tembaro, 12 de enero de 2004) es un futbolista etíope, nacionalizado alemán, que juega en la demarcación de centrocampista en el Stuttgarter Kickers de la Regionalliga Südwest.

## Biografía
Tras formarse como futbolista en las categorías inferiores del TSG 1899 Hoffenheim, acabó marchándose a la disciplina del Liverpool F. C. Finalmente el 9 de enero de 2022 debutó con el primer equipo en la FA Cup contra el Shrewsbury Town F. C. El encuentro finalizó con un resultado de 4-1 a favor del conjunto liverpuliano tras los goles de Kaide Gordon, Roberto Firmino y un doblete de Fabinho para el Liverpool, y de Daniel Udoh para el Shrewsbury Town.

## Clubes
Actualizado al último partido disputado el 9 de enero de 2022.
| Club                | País       | Año       | Partidos | Goles |
| ------------------- | ---------- | --------- | -------- | ----- |
| Liverpool F. C.     | Inglaterra | 2022      | 1        | 0     |
| Hannover 96 II      | Alemania   | 2024-2025 | 24       | 0     |
| Stuttgarter Kickers | Alemania   | 2025-     | 2        | 1     |